# Internationella vetenskapsolympiaderna
Internationella vetenskapsolympiaderna är en grupp världsomfattande årliga tävlingar inom olika vetenskapsdiscipliner. Tävlingarna är öppna för de 4-6 bästa gymnasieeleverna från varje land, med undantag för Lingvistikolympiaden, vilken tillåter två lag per land, och Juniorvetenskapsolympiaden vilken är öppen endast för elever upp till 15 år. 
De tävlande i olympiaderna tas fram genom nationella tävlingar i varje land. Det finns tolv vetenskapsolympiader:
- Matematikolympiaden (IMO, sedan 1959; hölls ej 1980)
- Fysikolympiaden (IPhO, sedan 1967; hölls ej 1973, 1978, 1980)
- Kemiolympiaden (IChO, sedan 1968; hölls ej 1971)
- Programmeringsolympiaden (IOI, sedan 1989)
- Biologiolympiaden (IBO, sedan 1990)
- Filosofiolympiaden (IPO, sedan 1993)
- Astronomiolympiaden (IAO, sedan 1996)
- Geografiolympiaden (IGeO, sedan 1996)
- Lingvistikolympiaden (IOL, sedan 2003)
- Juniorvetenskapsolympiaden (IJSO, sedan 2004)
- Astronomi- och astrofysikolympiaden (IOAA, sedan 2007)
- Geovetenskapsolympiaden (IESO, sedan 2007)